# Герцик Аделаїда Казимирівна
Аделаїда Казими́рівна Ге́рцик (нар. 16 лютого 1874 — пом. 25 червня 1925) — поетеса Срібної доби російської поезії, прозаїк і перекладачка, авторка «Підвальних нарисів» про Червоний терор у Криму, старша сестра письменниці Євгенії Герцик.

## Біографія
Аделаїда Казимирівна Лубни-Герцик (у шлюбі — Жуковська) народилася 16 лютого 1874 року в місті Александров Владимирської губернії. Батько — Казимир Антонович Лубни-Герцик (1843 — 1906) — інженер-шляховик, походив із зросійщених польських дворян. Рано втратила матір. Росла з сестрою Євгенією (*1878 — †1944), яка згодом написала мемуари про життя родини. Мала також молодшого брата Володимира (*1885–†1976).
Батько з дітьми часто переїжджав: крім Александрова, жили у Севастополі та Юр'єв-Польському. З 1898 року — у Москві та Судаку, де купили будинок.
Росла замкнутою, вдумливою дитиною, схильною до самоаналізу, створювала в уяві власний фантастичний світ.
Отримала спочатку домашню, потім — гімназійну освіту. Вільно володіла німецькою, французькою, італійською та польською мовами. Побувала у Західній Європі: Швейцарії, Франції, Німеччині. 
До поезії заохотив домашній учитель Михайло Карлін, який сам писав вірші. 
У 1899 році  в журналі «Русское багатство» опублікувала есе про Джона Раскіна «Релігія краси». Через три роки — вийшов переклад книги Раскіна «Прогулянки по Флоренції. Нотатки про християнське мистецтво». Займалася також перекладами філософських книг Ніцше.
З 1905 року співпрацювала як автор рецензій в журналом символістів «Весы» під псевдонімом Сірін.
У 1907 року опублікувавла два цикли віршів: «Золотий ключ» і «Сонети».

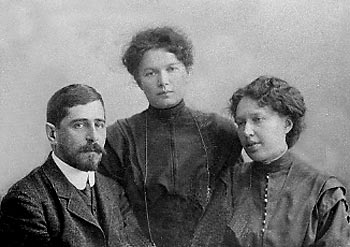
Зліва направо: чоловік Аделаїди Дмитро Жуковський, сама Аделаїда та її сестра Євгенія
1909

У 1908 році — вийшла заміж за вченого, перекладача, видавця філософської літератури Дмитра Жуковського. У московській квартирі подружжя бував Микола Бердяєв, Дмитро Мережковський, Андрій Бєлий, Федір Сологуб, Олександр Блок та багато інших.
У 1909 році, у Вюрцбурзі, народила сина Данила (†1938).
У 1910 році — видала єдину прижиттєву збірку «Вірші» (рос. «Стихотворения») на 106-ти сторінках. Тоді ж — познайомилася і подружилася з Мариною Цвєтаєвою. Ініціатором їхнього знайомства був Максиміліан Волошин, який перед зустріччю сказав Цвєтаєвій таке: «Ця жінка — глуха, некрасива, літня, чарівна. Любить мої вірші, чекає мене до себе». Натомість Цвєтаєва після знайомства сказала таке: «Прийшла — побачила тільки чарівну. Подружилися пристрасно».
Втрата слуху, за однією версією, — вроджена недуга Аделаїди, за іншою — наслідок нещасливого захоплення немолодим та одруженим Олександром Бобрищевим-Пушкіним, відомим юристом, чия трагічна смерть в Дрездені у 1903 році стала для Аделаїди (яка поспішала до вмираючого, але так і не застала його в живих) потрясінням, що і викликало втрату слуху.
У 1913 році — народила другого сина Микиту (†1995).
У січні 1921 року подружжя Жуковських заарештували. Його — за «участь в антирадянській змові», її — як дружину представника «колишніх». У в'язниці-підвалі її тримали з 6 по 21 січня. Через три тижні — подружжя звільнили. Зокрема, Аделаїду на волю випустив молодий слідчий, любитель поезії. Він дізнався, що у в'язниці-підвалі вона написала цикл віршів «Підвальні», змусив її їх записати і додати напис, що вірші присвячені йому. Після цього — відпустив додому.
Побачене і пережите за дні ув'язнення — описала також в своїх «Підвальних нарисах». Зокрема, перший з п'яти нарисів, що має назву «Todesreif» (з німецької — «Готовий до смерті»), присвятила «Графу К.» — розстріляному чекістами графу Ростиславу Капністу.
Після арешту — Жуковські голодували. Ось як описували цей період життя Аделаїди її сучасники:

| «За терором настав голод. А.Г. (Аделаїда Герцик), з опухлим, мертво-сірим обличчям, бродила по знайомих і незнайомих домівках «ситих» і вимолювала дітям хоч би кухонних помиїв. З картопляного лушпиння готувала вона «котлети», з кавової гущі і старих запліснявілих виноградних вичавок пекла «коржі». Варила «супи» з виноградної лози, з необробленої шкіри «посталів» (татарські сандалі). Раділа, коли з Феодосії привезли шматок макухи — її жували і вважали «смачною»... І найстрашніше — у А.Г. голодували діти. Особливо важко переносив голод старший хлопчик. Він іноді ночами, не маючи сили спати, вибігав на подвір'я, в зимовий холод, і там «вив»...». Оригінальний текст (рос.) «За террором наступил голод. А.Г., с опухшим, мертвенно-серым лицом, бродила по знакомым и незнакомым домам «сытых» и вымаливала детям хоть бы кухонных отбросов. Из картофельной шелухи готовила она «котлеты», из кофейной гущи и старых заплесневелых виноградных выжимок пекла «лепешки». Варила «супы» из виноградной лозы, из необделанной кожи «посталов» (татарские сандалии). Радовалась, когда из Феодосии привезли кусок жмыхов — их жевали и находили «вкусными»... И самое страшное — у А.Г. голодали дети. Особенно трудно переносил голод старший мальчик. Он иногда по ночам, не будучи в силах спать, выбегал на двор, в зимний холод, и там «выл»...». |
| |

Згодом — з чоловіком і двома синами — переїхала до Сімферополя. Жуковський влаштувався до Таврійського університету, у якому викладав його московський друг — отець Сергій (Сергій Булгаков).
Померла 25 червня 1925 року у Судаку. Похована на місцевому кладовищі. Могила не збереглася.

## Творчість
Для ранніх віршів характерний стан духовного пошуку і самотності. Вірші насичені релігійно-філософською символікою, але за формою — близькі до фольклору. Дійсність міфологізується, наповнюється знаками і символами. Витончений світ ліричної героїні, співучість поезії відзначали Бальмонт, Волошин, Брюсов, Іванов. Кращі вірші раннього періоду увійшли в єдину збірку «Вірші» (рос. «Стихотворения»).
Для періоду 1910-1917 років характерні спроби досягти єдності з буттям через естетичний пафос. Водночас, лірика стає більш предметною. Виникає тема поезії як служіння Творцю.
Дореволюційна проза — нариси, присвячені становленню особистості дитини, есе про літераторів — автобіографічна і глибоко психологічна («Зі світу дитячих ігор», «Про те, чого не було» та інші).
Останній період — Жовтневий переворот і Громадянська війна — найважливіший для внутрішнього розвитку та для поезії Аделаїди Герцик. У цей час вона створила найкращі свої вірші.

## Родина
Мала молодшу сестру Євгенію (*1878 — †1944), яка теж стала поетесою, та молодшого брата Володимира (*1885 — †1976).
У 1909 році, у Вюрцбурзі, народила сина Данила (†1938). У 1913 році — народився другий син — Микита (†1995). Данила арештували за доносом в 26-річному віці. Загинув у 1938 році у більшовицьких катівнях. Встиг написати «Думки про дитинство та немовляцтво» (рос. «Мысли о детстве и младенчестве») (опубліковані у 1997 році у шостому номері журналу «Новый мир»), у яких описав своє дитинство.
Онука — Тетяна Микитівна Жуковська, співробітниця Дому-музею Марини Цвєтаєвої у Москві, авторка статей і укладачка книжок про своїх бабусь-письменниць — сестер Герцик (Аделаїду та Євгенію).